# Johnny Hagel

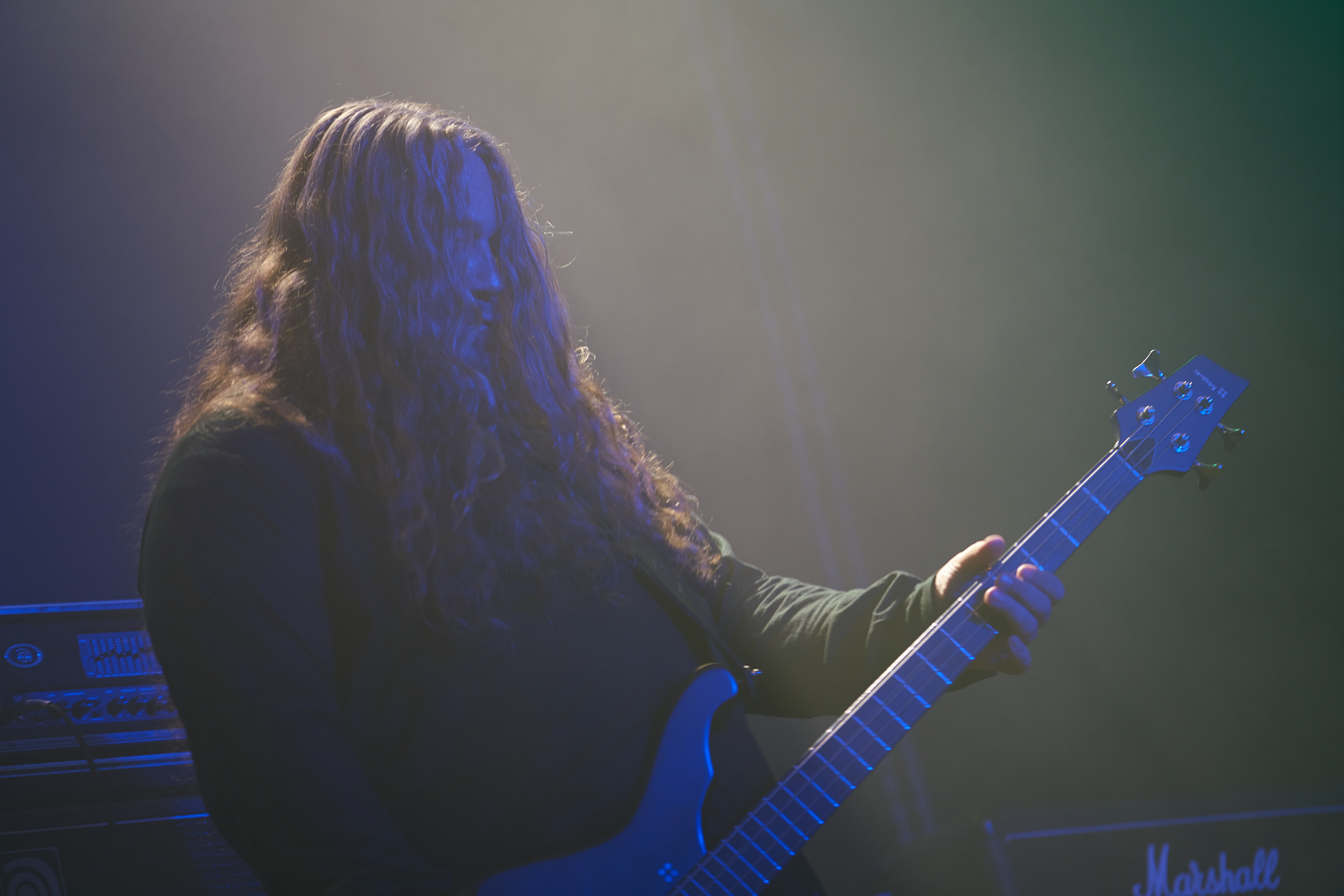
Johnny Hagel mit Sorcerer 2015

Johnny Dan Hagel (* 24. August 1968) ist ein schwedischer Bassist, Keyboarder und Musikproduzent.

## Werdegang
Hagel wurde insbesondere durch seine Mitgliedschaft in der Band Tiamat seit 1992 bekannt. Bereits 1988 gründete er Sorcerer, die sich 1992 auflösten, aber 2010 wiedergründeten und seitdem mehrere Studioalben veröffentlichten. Nachdem Hagel 1995 Tiamat verlassen hatte, gründete er 1997 die Band Sundown, die bis 1999 bestand. Hagel ist zwar noch Mitglied bei Sorcerer, tritt jedoch seit 2019 nicht mehr live auf. Hierfür wurde er durch Justin Biggs ersetzt.
Hagel trat auch vielfach als Songwriter in Erscheinung. So schrieb er etwa gleich nach seinem Einstieg bei Tiamat am Album Clouds mit. Auch den Song The Ar vom nachfolgenden Album Wildhoney schrieb er mit, der in der Hochphase des Gothic Metal zu einem Clubhit avancierte.
Darüber hinaus trat er auch als Musikproduzent in Erscheinung. Er produzierte etwa das Album Our Pain Is Your Pleasure von Blackshine.